# Johann Peter Emilius Hartmann
Pour les articles homonymes, voir Hartmann.
Johann Peter Emilius Hartmann (né à Copenhague le 14 mai 1805 - mort dans la même ville le 10 mars 1900) est un compositeur danois. Avec son gendre Niels W. Gade, il est une figure centrale de l'époque dite l'âge d'or danois. Selon Alfred Einstein, Hartmann est dans le domaine musical «le véritable fondateur du romantisme danois, et même du romantisme scandinave tout entier». Il appartient à la troisième génération de compositeurs dans la famille Hartmann et est le père du compositeur Emil Hartmann.

## Biographie
La vie de Hartmann s'étale sur tout le XIXe siècle, de sa naissance en 1805 à sa mort à 95 ans en 1900. Adolescent, il découvre les nouvelles œuvres de Beethoven et entend encore (en 1820) Carl Maria von Weber diriger à Copenhague l’ouverture du Freischütz. Et sa dernière correspondance (en février 1900) relate la forte impression que la création de La Tosca de Giacomo Puccini a laissée sur son petit-fils, le peintre Oluf Hartmann (lequel attend à Rome la visite de son ami Carl Nielsen). À l'image de ce siècle musicalement si diversifié, les premières œuvres de Hartmann datent de la fin du classicisme et ses dernières œuvres sont écrites au seuil de la modernité.
Largement autodidacte - hormis quelques cours de son père et du compositeur Niels Peter Jensen -, Hartmann développe très tôt un style original qui marquera ses contemporains mais aussi ses successeurs.
Enfant, il fréquente la Borgerdydskole (École des vertus publiques), où il côtoie les frères Kierkegaard, dont l'aîné va devenir un ami à vie. Il est guidé dans sa formation par son oncle, le philosophe et écrivain Frederik Christian Sibbern, ainsi que par le poète et philosophe Poul Martin Møller. Sa mère est gouvernante du prince héritier, le futur Frederik VII, qui devient son camarade de jeu quotidien.
Conformément à la volonté de son père, soucieux de le préserver de la précarité de la vie de musicien, Hartmann étudie le droit et sera fonctionnaire de 1829 à 1870. Parallèlement, il poursuit sa carrière musicale. Dès 1824, il est nommé organiste à l’une des principales églises de la capitale, la Garnisons Kirke (da), poste auquel il succède à son père.
Il se marie alors avec Emma Zinn, elle-même musicienne et compositrice, et le couple s'installe dans un appartement spacieux occupant le second étage de la maison Zinn à Copenhague. Hartmann y habite plus de 70 ans, jusqu'à son décès en 1900.
En 1832, il fait sa première percée en tant que compositeur avec l'opéra Ravnen (le Corbeau)  sur le livret de Hans Christian Andersen, son exact contemporain (à un mois près). Cet opéra reçoit une longue et élogieuse critique de Robert Schumann. De nombreuses autres coopérations avec Andersen suivent, avec des opéras (notamment l’opéra Liden Kirsten, une sorte de Fiancée vendue danoise, que Franz Liszt monte à Weimar, et qui reste aujourd'hui encore l'opéra danois le plus joué),  mais aussi des cantates les plus diverses, musiques de scènes et mélodies. Andersen, l’ami de toujours, écrit aussi très régulièrement des poésies pour illustrer les pièces de piano de Hartmann.
Hartmann coopère simultanément avec les principaux autres poètes danois contemporains, tels que Henrik Hertz (opéra Korsarerne), Johan Ludvig Heiberg (Syvsoverdag), Frederik Paludan-Müller (Dryadens Bryllup), ou Adam Oehlenschlaeger avec lequel il a une collaboration suivie culminant dans une série d’ouvertures, cantates, mélodrames et musiques de scène.
En 1836, il réalise son premier voyage d'études en Allemagne et en France, où il rencontre Frédéric Chopin, Gioachino Rossini, Luigi Cherubini, Giacomo Meyerbeer, Gaspare Spontini, et Louis Spohr. Dans sa jeunesse, Spohr et le compositeur danois Christoph Ernst Friedrich Weyse ont sans doute été ses mentors les plus importants, de même que Heinrich Marschner. Dans les années qui ont suivi, d'autres voyages en Allemagne suivront au cours desquels il se liera notamment avec Felix Mendelssohn, Robert Schumann, Johannes Brahms et Franz Liszt.
En 1836, il fonde l'Association musicale danoise (Musikforeningen (en)) qui avec son chœur et son orchestre devient la principale institution de concerts danoise de l’époque. Il en reste Président jusqu'en 1892. En 1843, il quitte son poste d’organiste à la Garnisons Kirke pour assumer celui d'organiste à la Cathédrale Notre-Dame de Copenhague. Il devient également le Directeur de l'Association Chorale des étudiants (Studentersangforening), deux postes qu’il occupe jusqu'à sa mort.
Après avoir enseigné depuis 1827 le piano, l'harmonie et le chant au Conservatoire de Giuseppe Siboni, Hartmann fonde en 1867 le Conservatoire royal de Copenhague (Académie royale danoise de musique) qu'il dirige avec son gendre Niels Gade et le chef d’orchestre Holger Simon Paulli (en).
Hartmann occupe sa vie durant une place centrale dans la vie musicale de son pays et exerce une influence durable sur la génération suivante de compositeurs scandinaves, notamment sur Edvard Grieg et Carl Nielsen. Mais on trouve des échos de son œuvre aussi chez Jean Sibelius, voire dans certaines œuvres de César Franck (divers passages dans Les Béatitudes) ou de Bedrich Smetana (Vysehrad et autres pièces de Ma Vlast). Edvard Grieg écrit en 1871 dans le magazine Musikbladet. «Quel musicien dans le Nord, avec un sentiment vrai de l’âme nordique, ne se rappelle aujourd’hui ce qu’il doit à Hartmann! Les meilleures, les plus profondes pensées, dont a vécu toute une génération ultérieure de plus ou moins grands esprits, c’est lui qui le premier les a fait résonner chez nous... Il est le poète, le prophète de l’avenir. Les rêves de nos jeunes musiciens nordiques lui sont apparus une génération avant».
La mort de Hartmann en 1900 est ressentie comme un deuil national, la fin d’une époque au Danemark. Le cercueil est porté sous le son de sa Marche funèbre pour Thorvaldsen écrite cinquante ans plus tôt, suivi d’une foule impressionnante. Il est enterré au cimetière de l’Église de la Garnison, à côté de la maison où il est né, de l’église où il a commencé sa carrière d’organiste, et de la demeure où il est entré comme jeune marié et a vécu toute sa vie. En face, une statue à son effigie par le sculpteur August Saabye sera érigée. Edvard Grieg, en sortant d’une répétition du poème symphonique Mort et Transfiguration de Richard Strauss, dirigée par Johan Svendsen, apprend la nouvelle du décès de Hartmann et est un des premiers à venir saluer le défunt. Il écrit: «Maintenant Gade et Hartmann appartiennent à la légende, mais ce fut une belle légende, et si intimement liée à ma propre vie».
La musique de Hartmann a connu un regain d’intérêt récemment. Un catalogue détaillé de ses œuvres a été publié, de même que sa correspondance, et une biographie approfondie. Une édition de ses principales œuvres a été initiée.

## Personnalité
D'une amabilité proverbiale, Hartmann est adulé par ses contemporains. De très nombreuses «fêtes Hartmann» sont organisées, notamment chaque année pour son anniversaire. À ces occasions, la vénération est telle que quand il entre dans une salle de concert ou un théâtre, la salle se lève en son honneur.

## Style musical
Si l'œuvre de Johan Peter Emilius Hartmann, commencée du vivant de Beethoven, part naturellement du classicisme viennois (sonate pour flûte op. 1, quatuor à clavier op. 2), bientôt teintée d'influences de Weber ou Spohr (opéra Ravnen, première sonate pour piano et violon), elle évoluera beaucoup, en parallèle à celle de ses cadets, de Schumann d’abord (sonates 1 à 3 pour piano), puis de Brahms, notamment dans sa monumentale quatrième sonate en la mineur pour piano ou dans diverses ouvertures (Yrsa), pour annoncer dans les œuvres tardives le style de Carl Nielsen (Pièces de caractère pour orchestre à cordes). Son œuvre abondante et très personnelle lui vaut à l’époque le surnom affectueux de «vieillard prodige» (Vidunderolding). Elle allie un éventail large d’humeurs, de l’humour au drame, du solennel à l’intime, de la grâce au tragique. Le style qui a cependant été le plus associé à son nom a été appelé «Vieux Nord», un style tentant de recréer l’univers de légende de la mythologie nordique, et caractérisé par des couleurs sombres, une harmonie riche et souvent modale, et des rythmes brusques et carrés. Il est frappant qu'on trouve les principaux éléments de ce style déjà dans ses toutes premières oeuvres, telles que par exemple sa fantaisie pour orgue en la majeur écrite en 1826, donc encore du vivant de Beethoven.
On citera en particulier ses grands ballets sur chorégraphies de Auguste Bournonville, comme le ballet Et Folkesagn (Une légende populaire), composé en collaboration avec Niels W. Gade, ou de manière plus prononcée les ballets plus tardifs comme Valkyrien (la Valkyrie, sans parenté aucune avec l'opéra ultérieur du même nom de Richard Wagner), Thrymskviden (le chant de Thrym), ou Arcona. Ces ballets comportent, à l’instar de ceux à venir de Tchaikovsky ou Delibes, une musique symphonique qui peut s’écouter indépendamment de la représentation  chorégraphique elle-même.
La partie la plus importante de son œuvre est cependant celle dédiée à la voix humaine. On songe notamment à ses pièces de concert avec orchestre, chœur et solistes, comme Le mariage de la dryade, Zigeunersang, ou encore La prophétie de la Volva d'après l' Edda poétique (Vœlvens Spådom), œuvre reprise récemment au  Canon culturel danois, de même qu'à ses cantates sur tous les grands événements qui ont marqué le Danemark de son vivant et auxquelles il attachait - malgré leur caractère de circonstance - le même soin qu’à ses autres œuvres (mariages et enterrements de plusieurs rois et multiples personnalités, jubilés de l’université ou d’autres institutions).
Enfin, de nombreuses mélodies, et notamment son cycle Sulamith et Salomon, restent des œuvres de répertoire et ont fait date par leur originalité, de même que son abondante production pour piano.
Hans von Bülow, dans ses Esquisses de voyage scandinaves, évoquera en Hartmann le «Nestor de la musique danoise» qui «mieux que quiconque est la preuve que la musique est un art aristocratique»- Hartmann, dit-il «n’a jamais composé une trivialité».

## Famille
Le grand-père de Johan Peter Emilius Hartmann, Johann Hartmann (1726-1793), originaire de Glogau en Silésie, avait émigré au Danemark. Chef de la Chapelle Royale (Orchestre royal du Danemark), violoniste virtuose et compositeur, il contribue à créer un style national, proche de celui de Gluck,  dans ses opéras inspirés de la mythologie nordique (Balders død) ou de la vie populaire (Fiskerne).
Trois de ses fils sont musiciens et compositeurs. Johan Peter Emilius Hartmann est enfant unique du plus jeune d'entre eux, August Wilhelm Hartmann.
Johan Peter Emilius Hartmann est ainsi fils, petit-fils et neveu de compositeurs, et sa femme, Emma Hartmann, est également compositrice, sous le pseudonyme Frederik Palmer. Leur fils, Emil Hartmann, est devenu lui-même un compositeur renommé et un autre fils, Carl Hartmann, est sculpteur mais a aussi marginalement composé. Les compositeurs Niels Gade et August Winding ont épousé deux filles de JPE Hartmann. La famille a ainsi marqué profondément la vie musicale du Royaume pendant un siècle et demi.
Dans les générations plus récentes, divers descendants de Hartmann ont également laissé un nom dans le domaine musical ou culturel. Niels Viggo Bentzon  - compositeur central dans la musique danoise de la seconde moitié du 20e siècle - est son arrière-petit-fils. Dans cette génération, on peut aussi citer l'écrivain Godfred Hartmann (1913-2001).
Lars von Trier, réalisateur de films, est l'arrière-petit-fils d'Emil Hartmann.

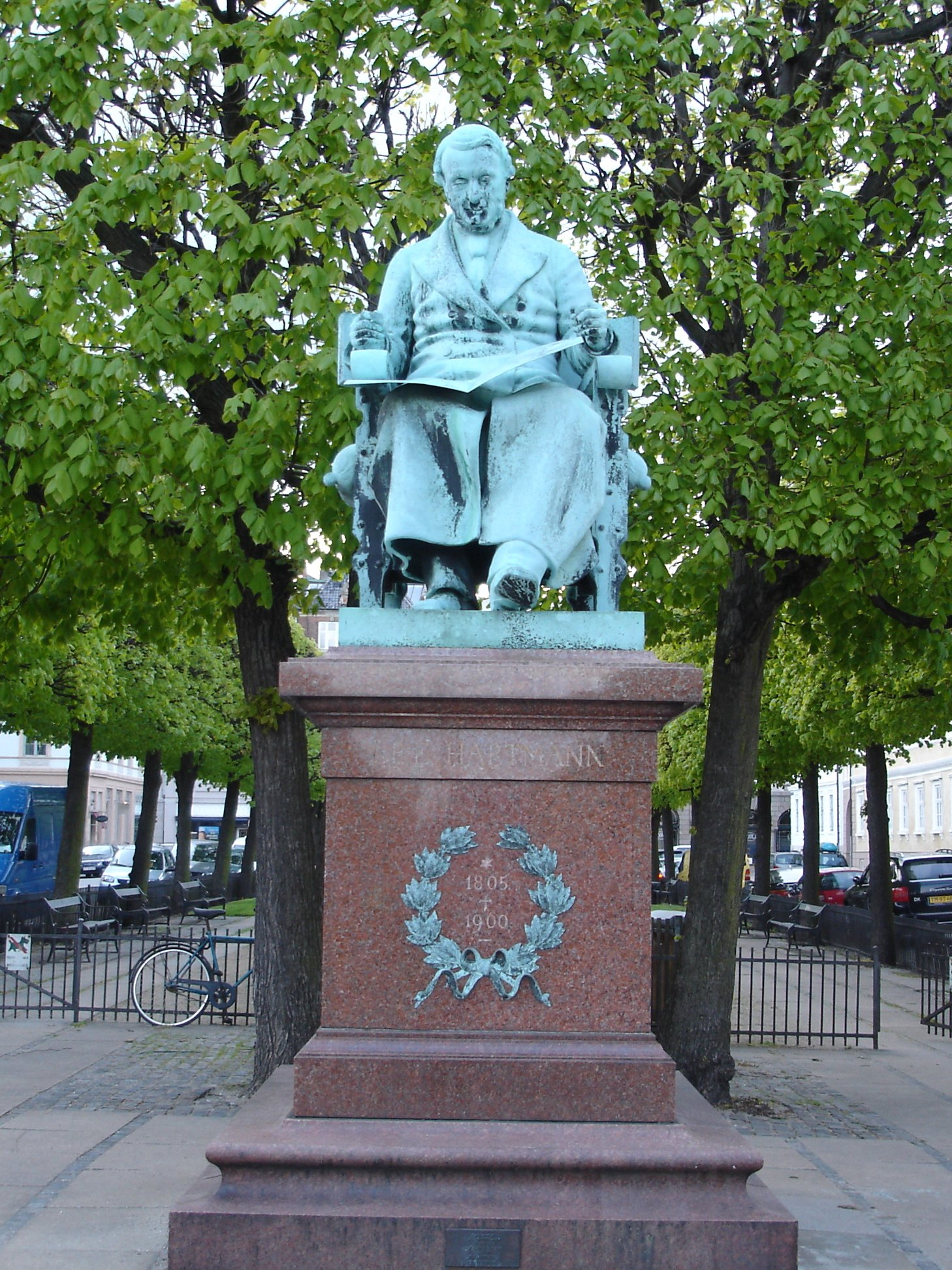
J. P. E. Hartmann par August Saabye 1905, Sankt Annæ Plads, Copenhague.

## Œuvres
Johan Peter Emilius Hartmann forme avec Niels Gade une sorte de "pendant danois" au Leipzig de Mendelssohn et Schumann. Il a laissé une œuvre abondante:

### Orchestre
- Symphonie no 1 en sol mineur, Op. 17 (1835)
- Symphonie no 2 en mi majeur, Op. 48 (1847–48)
- Douze ouvertures
  - Ouverture de Concert, Op. 3 (1825)
  - Ouverture sacrée, Op. 9 (1827)
  - Le Corbeau (Ravnen), Op. 12 (1830-32)
  - Les Corsaires (Korsarerne), Op. 16 (1832-35)
  - Hakon Jarl, Op.40 (1844)
  - La Petite Christine (Liden Kirsten), Op. 44 (1844-46)
  - Ouverture de Concert, Op. 51 (1852)
  - Axel og Valborg, Op. 57 (1856)
  - Correggio, Op. 59 (1858)
  - Une chasse d’automne, Op. 63 (En Eferaarsjagt, 1864, dédiée à Niels W. Gade)
  - Yrsa, Op. 78 (1883)
  - Dante, Op. 85 (1888)
- Musiques de scène
  - Olaf den Hellige, Op. 23 (1838) (Adam Oehlenschläger)
  - Knud den Store, Op. 28 (1839) (Adam Oehlenschläger)
  - Le Pêcheur et ses enfants (Fiskeren og hans Børn), Op. 29 (1840) (Adam Oehlenschläger)
  - Syvsoverdag, Op. 30 (1840 et révision en 1872) (Johan Ludvig Heiberg)
  - Maurerpigen, Op. 32 (1840) (Hans Christian Andersen)
  - Undine, Op. 33 (1842) (Carl Borgaard)
  - Hakon Jarl, Op. 40 (1844-1857) (Adam Oehlenschläger)
  - En Ødeland (1849) (Ferdinand Raimund)
  - En Episode (1852) (Chr. Juul)
  - Kildereise (1858) (Intermède de H.C. Andersen à la pièce de Ludvig Holberg)
  - Ambrosius (1878) (Christian Frederik Molbech)
  - Yrsa, Op. 78 (1881-82) (Adam Oehlenschläger)
  - Dante, Op. 85 (1888) (Christian Frederik Molbech)
- Mélodrames
  - Les Cornes d’Or (Guldhornene), Op. 11 (1832, Adam Oehlenschläger)
  - Jurabjerget, Op. 14 (1833, Adam Oehlenschläger)
  - Der Taucher, Op. 21 (1837, Friedrich Schiller)
  - Prologue pour la fête commémorative de la Musikforening pour Niels W. Gade (1891, sur une poésie de Chr. Richardt)
- Ballets
  - L’Ile de Fantaisie (Fantasiens Ø - 1er acte) (1838)
  - Une Légende Populaire (Et Folkesagn - ensemble avec Niels W. Gade) (1854)
  - La Valkyrie (Valkyrien), Op. 62 (1860–61)
  - Le Chant de Thrym (Thrymskviden), Op. 67 (1867–68)
  - Arcona, Op. 72 (1873–75)
- Autres
  - Trois pièces de caractère pour orchestre à cordes, Op. 81
  - Multiples pièces de circonstance, marches et autres

### Musique vocale
- Opéras
  - Ravnen, Op. 12 (1830–32) (Hans Christian Andersen)
  - Korsarerne (Les Corsaires), Op. 16 (1832–35)  (Henrik Herz)
  - Liden Kirsten, Op. 44 (1844–46) (Hans Christian Andersen)
  - Le Roi Saul (inachevé) (1864-65) (Hans Christian Andersen)
- Cantates de concert
  - Den musikelskende landsbypige (1833, d’après Adam Oehlenschläger)
  - De tvende Dugdraaber (1844, sur texte de Schack von Staffeldt (en))
  - Den sørgende Jødinde (1844-1875, sur texte de H.C. Andersen)
  - Hilsen til Frænderne (1848, sur texte de B.S. Ingemann)
  - Fragment af Oehlenschlägers «Jesu Bjergprædiken», Op. 49 (1848)
  - En Sommerdag (Un jour d’été, 1854, sur texte de Henrik Hertz)
  - Le mariage de la dryade, Op. 60 (1858, sur texte de Fr Paludan-Müller)
  - Zigeunersang (1859, sur texte de Goethe traduit par H.C. Andersen)
  - Hinsides Bjergene (1865, sur texte d’Andreas Munch (en))
  - En Provence, Op. 68 (1868-69, sur texte de Carl Andersen)
  - Hilsen til Norge (1869)
  - Foraarssang, Op. 70 (Chant de Printemps, 1870-71, sur texte de H.C. Andersen)
  - Foran Sydens Kloster (1871, sur texte de Bjørnstjerne Bjørnson)
  - Le 115e Psaume de David (1871)
  - Vølvens Spaadom, Op. 71 (La prophétie de la Volva, 1870-72, sur texte de l’Edda poétique)
  - Le silence du Sabbat, Op. 76 (1878-79, sur texte d’Andreas Munch)
  - Bruden, Op. 77(4) (1880, sur texte de Emil Aarestrup)
  - Luther à Wartburg, Op. 79 (1884, sur texte de Johan Ludvig Heiberg)
  - Tonernes Verden, Op. 82 (1885, sur texte de Christian Richardt)
  - Le chant des trois rois mages (1893)
  - De très nombreux autre chants choraux individuels avec accompagnement instrumental
- Cantates de circonstance ou religieuses
  - Som livet svinder (1820)
  - Cantate de nouvel an dans l’église de la Garnison (1824-26)
  - Cantate de célébration de l’orgue, Op. 5 (1825, sur texte de Adam Oehlenschläger)
  - Motet pour la fête de Jubilé de 1826
  - Motet pour la fête de Noël de 1827
  - Himmelske Lyd (1828, sur texte de Adam Oehlenschläger)
  - Cantate pour la fête de Pâques 1828
  - Christian, som elsker de yndige Muser (1831)
  - Chant pour l’anniversaire du prince Christian (1832)
  - Paa Grændsen mellem Land og Stad (1834)
  - Chant pour l’anniversaire du prince Christian (1835)
  - Cantate du Jubilé de la société pour la postérité, Op. 19 (1836, sur texte de Adam Oehlenschläger)
  - Chant pour l’anniversaire de la princesse Amalia (1839)
  - Cantate à la mémoire de A. W. Hauch (1838, sur texte de Adam Oehlenschläger)
  - Cantate funèbre pour sa Majesté le Roi Frédéric VI, Op. 27 (1839-40, sur texte de H.C. Andersen)
  - Chœur funèbre pour Giuseppe Siboni (1839 sur texte de H.C. Andersen)
  - Cantate pour les noces d’argent de Christian VIII et Caroline Amalie (1840)
  - Cantate pour l’anniversaire de Christian VIII (1841)
  - Cantate pour l’anniversaire de la Reine Caroline-Amélie de Schleswig-Holstein-Sonderbourg-Augustenbourg (1842 sur texte de H.C. Andersen)
  - Cantate à la mémoire de C.E.F. Weyse, Op. 36 (1842, sur texte de Henrik Hertz)
  - Cantate pour le Jubilé du Professeur Hans Adolph Brorson (1843, sur texte de H.C. Andersen)
  - Cantate à la mémoire de Thorvaldsen, Op. 41 (1844, sur texte de Henrik Hertz)
  - Cantate funèbre pour sa Majesté le Roi Christian VIII, Op. 47 (1848, sur texte de Johan Ludvig Heiberg)
  - Quando corpus morietur, Op. 15 (1850, pour trois soli, chœur et orchestre)
  - Mindesang over de faldne: Slumrer sødt i Slesvigs jord, pour chœur et grand orchestre (1850)
  - Cantate pour le mariage du Baron Bille-Brahe (1852, sur texte de H.C. Andersen)
  - Cantate pour la consécration du bâtiment de la société des étudiants, Op.64 (1863, sur texte de Christian Richardt)
  - Cantate funèbre pour sa Majesté le Roi Frederik VII, Op. 64b (1863, sur texte de Hans-Peter Holst
  - Cantate pour la consécration du nouveau bâtiment de l’université de Copenhague (1866, sur texte de Christian Richardt)
  - Cantate pour le mariage du prince héritier Frederik avec la princesse Louisa (1869, sur texte de Hans-Peter Holst)
  - Cantate à la mémoire de Orla Lehmann (1870, sur texte de Carl Ploug)
  - Cantate pour la consécration du nouveau Théâtre Royal (1874, sur texte de Carl Ploug)
  - Cantate pour le Jubilé de l’Université, Op. 75 (1878-79, sur texte de Carl Ploug)
  - Cantate pour l’inauguration de l’école Henrik Smith (1882, sur texte de Carl Andersen)
  - Cantate pour la fête à la mémoire de Ludvig Holberg (1884, sur texte de Christian Richardt)
  - Cantate pour le Jubilé de l’école des vertus civiques (1887, sur texte de Christian Richardt)
  - Cantate pour l’anniversaire de sa Majesté le Roi Christian IX (1888)
  - Cantate pour la consécration du Palais des Concerts (1889)
  - Cantate pour les noces d’or du Roi Christian IX (1891-92, sur texte de Christian Richardt)
  - Cantate pour la consécration de l’évêque de la Cathédrale de Copenhague (1899)
- Mélodies et cantates pour chœur a capella
- Lieder et romances pour voix et piano
  - Sechs Gesänge, pour voix et piano, Op. 13 (1832)
  - Fire Danske Sange, pour voix et piano (dont les populaires Flyv Fugl, flyv over Furesøens vove et Lille Cathrine) (1838)
  - Sechs Lieder, pour voix et piano, Op. 35
  - Seks Sange af B.S. Ingemann, pour voix et piano, Op. 45
  - Sulamith og Salomon, cycle de neuf mélodies pour voix alternées et piano, Op. 52 (1847-48)
  - Sechs Gesänge, pour voix et piano, Op. 55a (dédiés à Sophie Gade)
  - Folmer Spillemands Viser af Hjortens Flugt, cycle de mélodies pour voix et piano, Op. 56
  - Fem sange, pour voix et piano, Op. 63
  - Sange og viser, pour voix et piano, Op. 77
  - Solen i Siljedalen, cycle de mélodies pour voix et piano
  - Des centaines de mélodies individuelles

### Musique de chambre
- Sonate pour violon et piano no 1 en sol mineur, Op. 8 (1826)
- Sonate pour violon et piano no 2 en ut majeur, Op. 39 (1844)
- Sonate pour violon et piano no 3 en sol mineur, Op. 83 (1886)
- Suite pour violon et piano en la mineur, Op. 66 (1864)
- Fantaisie-Allegro pour violon et piano en re majeur (1889)
- Sonate pour flûte et piano en si bémol majeur, Op. 1 (1825)
- Quatuor à cordes en sol majeur (1848 - dernier mouvement inachevé)
- Quatuor à cordes en la majeur (1852 - dernier mouvement inachevé)
- Quatuor pour clavier, violon, alto et violoncelle, en fa majeur, Op. 2
- Andante et variations pour trio à clavier en do majeur (1849)

### Piano
- Sonate pour piano no 1 en ré mineur, Op. 34 (1841)
- Sonate pour piano no 2 en sol mineur (1851)
- Sonate pour piano no 3 en fa majeur (1853)
- Sonate pour piano no 4 en la mineur, Op. 80 (1876–83)
- Sonatine pour piano en sol majeur, Op. 63a (1863)
- Sonatine pour piano à quatre mains, Op. 4 (1826)
- Deux rondeaux brillants pour piano, Op. 6 (1829)
- Fantaisie pour piano, Op. 7
- Allegro di bravura et Andante, Op. 10 (1829)
- Huit caprices pour piano, Op. 18 (1835, publiés en deux cahiers dédiés respectivement à Heinrich Marschner et Félix Mendelssohn)
- Deux pièces caractéristiques pour piano, Op. 25 (1839)
- Introduction et Andantino religioso, Op. 26
- Trois pièces de genre pour piano, Op. 26
- Huit esquisses pour piano, Op. 31 (1840-41, dédiés à Emma Hartmann)
- Six pièces en forme de chanson pour piano, Op. 37 (1842)
- Trois pièces pour piano, Op. 38 (Ballo militare, Cantilena elegiaca, Allegro grazioso)
- Six pièces de caractère pour piano, Op. 50, avec poèmes introductifs de H. C. Andersen
- Trois pièces pour piano (Svensk Hjemvee, Capriccio, Andantino - Hun sidder derinde og spiller klaver) (1848-51)
- Études instructives pour piano, Op. 53 (1851)
- Pièces de fantaisie pour piano, Op. 54 (1855, dédiées à Clara Schumann)
- Novelette en six petites pièces pour piano, Op. 55 (1852-55), avec poèmes introductifs de H. C. Andersen
- Quatre pièces pour piano (Gudfa’er fortæller, Vikingefruens drøm, Tys!, Juletrøst)
- Neuf études et novelettes pour piano, Op. 65
- Pièces anciennes et récentes pour piano, Op. 74 (Klaverstykker fra ældre og nyere tid, 1874, dédiées à Emil Hartmann)
- De nombreuses pièces pour piano isolées, pièces de fantaisie, danses, valses, marches, variations, humoresques et autres

### Orgue
- Fantaisie en la majeur (1826)
- Fantaisie en fa mineur, Op. 20 (publiée en 1837)
- Marche Funèbre pour Thorvaldsen (1844) avec ensemble de cuivres, publiée dans une version pour orgue seul (1879) par Hartmann
- Vendredi saint et matin de Pâques, Op. 43 (1847-86)
- Marche Funèbre pour Oehlenschläger (1850), avec ensemble de cuivres
- Sonate pour orgue en sol mineur, Op. 58 (1855)
- Marche Funèbre pour Nicolai Peter Nielsen (1860)
- Andante pour orgue et ensemble de cuivres
- Musique festive pour l’anniversaire de l’université (1879), avec ensemble de cuivres
- Pastorale, avec clarinette.